# Zalana (Syria)
Zalana – wieś w Syrii, w muhafazie Aleppo, w dystrykcie As-Safira. W 2004 roku liczyła 731 mieszkańców.